# احمد خان بیات
احمد خان بیات (انگلیسی: Ahmad Khan Bayat) اولین خان خانات ماکو و از ایل بیات بود که در ۱۱۶۰ه‍.ق (۱۷۴۷ تا ۱۷۷۸م) به قدرت رسید.